# Tranvia Pirano-Portorose
La tranvia Pirano-Portorose era una linea tranviaria interurbana che collegava le città di Pirano e Portorose dal 1912 al 1953.

## Storia
L'11 dicembre 1911 il ministero delle ferrovie dell'impero austro-ungarico concesse alla società Officine Riunite del Gas di Augsburg la costruzione e l'esercizio di una tranvia elettrica a semplice binario e scartamento 760 mm da Pirano a Santa Lucia passando per Portorose. La linea fu aperta al traffico il successivo 20 luglio, sostituendo sullo stesso percorso una primordiale filovia attiva dal 1909.
La linea nacque inizialmente come collegamento turistico ad uso dei viaggiatori della ferrovia Parenzana, che potevano raggiungere Pirano via tranvia. Nel 1923 erano previste in orario 43 coppie di corse, dalle 4:50 alle 21:20, che percorrevano il tragitto in 25 minuti: alcune di esse erano in coincidenza con i convogli ferroviari.
La chiusura della Parenzana, avvenuta nel 1935, portò ad un declino del traffico passeggeri. Logorata dall'uso intenso subito durante la seconda guerra mondiale e senza risorse per l'ammodernamento, la linea fu chiusa il 31 agosto 1953 e sostituita da un servizio di autobus.

## Caratteristiche
La linea tranviaria era a trazione elettrica (500 V cc) e scartamento ridotto di 760 mm (o bosniaco), e si sviluppava per 5,447 km; il raggio minimo di curva era di 20 metri, la pendenza massima del 35 per mille. La velocità massima ammessa era di 26 km/h.

### Percorso
| Unknown route-map component "uexKBHFa" |

| Unknown route-map component "uexBHF" |

| Unknown route-map component "uexBHF" |

| Unknown route-map component "uexBHF" |

| Unknown route-map component "uexBHF" |

| Unknown route-map component "uexBHF" |

| Unknown route-map component "uexBHF" |

| Unknown route-map component "uexBHF" |

| Unknown route-map component "uexBHF" |

| Unknown route-map component "uexBHF" |

| Unknown route-map component "uexBHF" |

| Unknown route-map component "uexBHF" |

| Unknown route-map component "uexBHF" |

| Unknown route-map component "uexBHF" |

| Unknown route-map component "uexBHF" |

| Unknown route-map component "uexBHF" |

| Unknown route-map component "uexBHF" |

| Unknown route-map component "uexBHF" |

| Unknown route-map component "uexBHF" |

| Unknown route-map component "uexBHF" |

| Unknown route-map component "uexBHF" |

| Unknown route-map component "uexBHF" |

| Unknown route-map component "uexBHF" |

| Unknown route-map component "uexBHF" |

| Unknown route-map component "uexKBHFe" |

| Unknown route-map component "exCONTgq" | Unknown route-map component "exBHFq" | Unknown route-map component "exCONTfq" |

La linea partiva da piazza Tartini a Pirano; lasciata la città (alla cui periferia si trovava il deposito, capace di ospitare 8 vetture) attraversava Portorose e arrivando a Santa Lucia, effettuando capolinea nei pressi della stazione della ferrovia Parenzana.

## Materiale rotabile
Il parco rotabili era composto inizialmente da quattro motrici (immatricolate 1÷4) a due motori, che potevano trasportare ognuna 20 passeggeri seduti e altrettanti in piedi; due rimorchiate semiaperte (da 32 passeggeri, matricole 11÷12) e un carro di servizio. Tutti i mezzi erano costruiti dalla Grazer Waggonfabrik. Nel 1914 una rimorchiata, la numero 11, fu motorizzata (diventando la motrice numero 5), venendo rimpiazzata da una nuova rimorchiata (sempre costruita dalla Grazer Waggonfabrik). Negli anni Venti il carro di servizio fu trasformato in rimorchiata passeggeri.
Alla chiusura della linea i mezzi furono ceduti alla rete tranviaria di Sarajevo.